# خالد طوقان
خالد عوني عبد الرحمن طوقان (1954 -) هو سياسي أردني، رئيس مجلس هيئة الطاقة الذرية الأردنية، أستاذ في الجامعة الأردنية، ووزير «تربية وتعليم» و«تعليم عالي» سابق في الأردن.

## حياته الاجتماعية
متزوج وله ولدان وبنت، حصل طوقان على شهادة البكالوريوس في الهندسة الكهربائية (1971-1976) من الجامعة الأمريكية في بيروت، ومن ثم درجة الماجستير في الهندسة النووية والاندماج النووي من جامعة ميتشغان آن اربور الهندسة النووية،(1976– 1978، وبعدها نال درجة الدكتوراة في الهندسة النووية مع تخصص فرعي في سياسات الطاقة، بعنوان التفاعلات البين ذرية وديناميات الشبكيات احادية الذرية وثنائية الذرية. من معهد ماساتشوستس للتكنولوجيا «كامبردج»، في الولايات المتحدة الأمريكية (1978– 1982).

## الخبرات في التدريس
عاد من الولايات المتحدة وعمل لسنة (1982 – 1983) في جامعة اليرموك، كأستاذ مساعد في كلية الهندسة، ثم غادر إلى المملكة العربية السعودية في الفترة (1985 - 1986) في جامعة البترول والمعادن، ثم عاد إلى الجامعة الأردنية ليعمل بها عشرة سنوات (1987 – 1997) في قسم الهندسة الصناعية، وفي عام 1997 تمت ترقيته إلى أستاذ حيث أصبح في نفس وقت ترقيته رئيسا لجامعة البلقاء.

## أوسمة
- وسام الملك الحسين للعطاء المتميز (الدرجة الأولى) من جلالة الملك عبد الله الثاني.
- ميدالية غاندي للسلام من مدير عام اليونسكو.
- وسام جوقة الشرف الفرنسي (رتبة قائد) من رئيس الجمهورية الفرنسية السيد جاك شيراك.
- وسام الشرف الألماني (رتبة قائد) من رئيس جمهورية ألمانيا الاتحادية السيد هورست كولر.
- وسام الكوكب الأردني من جلالة الملك عبد الله الثاني.
- جائزة ثيوس ثومبسون للطالب المتميز في قسم الهندسة النووية/ معهد ماساتشوستس للتكنولوجيا.
- جائزة الخريج المتميز من كلية الهندسة والعمارة/ الجامعة الأمريكية في بيروت.
- درجة الزمالة الفخرية من الجمعية العلمية الملكية في المملكة الأردنية الهاشمية.

### المناصب التي تولاها
- 2012 -2014 رئيساً لمجلس امناء الجامعة الأردنية

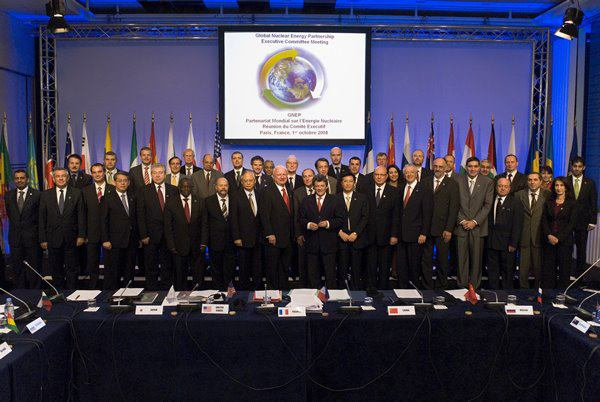

- 2011(1تشرين ثاني) رئيس هيئة الطاقة الذرية الأردنية
- 2011(9شباط-17تشرين أول) وزير الطاقة والثروة المعدنية ورئيس اللجنة التوجيهية الوزارية العليا لشؤون الطاقة النووية
- 2008-2011 رئيس هيئة الطاقة الذرية الأردنية
- 2000-2007 وزير التربية والتعليم
- 2005-2007 وزير التعليم العالي والبحث العلمي
- 2001-2002 وزير التربية والتعليم، ووزير التعليم العالي
- 2004 عضو لجنة الأجندة الوطنية الملكية
- 1999 عضو المجلس الاستشاري الاقتصادي للملك عبد الله الثاني
- 1997-2001 رئيس جامعة البلقاء التطبيقية
- 1995-1997 عميد بالوكالة لكلية الهندسة والتكنولوجيا في الجامعة الأردنية
- 1994 عالم باحث/معهد كادلسروة للدراسات النووية
- 1993 – 1995 نائب العميد لكلية الهندسة والتكنولوجيا/الجامعة الأردنية
- 1990-1993 رئيس قسم الهندسة الصناعية بكلية الهندسة والتكنولوجيا-الجامعة الأردنية

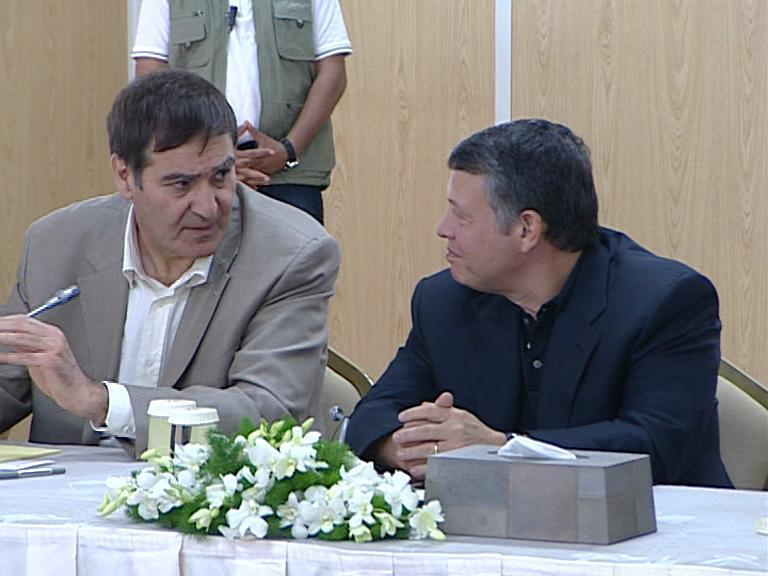
الدكتور خالد طوقان مع الملك عبد الله الثاني

- 1984 - 1986 جامعة البترول والمعادن، المملكة العربية السعودية، عالم بحث مشارك مع مجموعة تطوير مختبر بحوث الطاقة تم العمل على تطوير مسارع حزم الطاقة الايونية الضعيفة
- 1983-1984 مختبر اراغون القومي، ولاية الينوي، الولايات المتحدة الأمريكية، معهد ماساشوستس للتكنولوجيا، كمبردج: ولاية ماساشوستس زميل ما بعد الحصول على درجة الدكتوراه في قسم الهندسة النووية عملت في تجربة حول النيوترونات غير المرنة المتطايرة من الماء شديد البرودة
- 1979 – 1982 معهد ماساشوستس للتكنولوجيا، كمبردج، ولاية ماساشوستس.